# Сареццано
Сареццано (итал. Sarezzano) — коммуна в Италии, располагается в регионе Пьемонт, в провинции Алессандрия.
Население составляет 1187 человек (2008 г.), плотность населения составляет 86 чел./км². Занимает площадь 14 км². Почтовый индекс — 15050. Телефонный код — 0131.
Покровителями коммуны почитается святые Руффин и Венанций, празднование 14 июля.

## Демография
Динамика населения:

## Администрация коммуны
- Официальный сайт: http://www.comune.sarezzano.al.it/